# 疏浚
疏浚（Dredging）

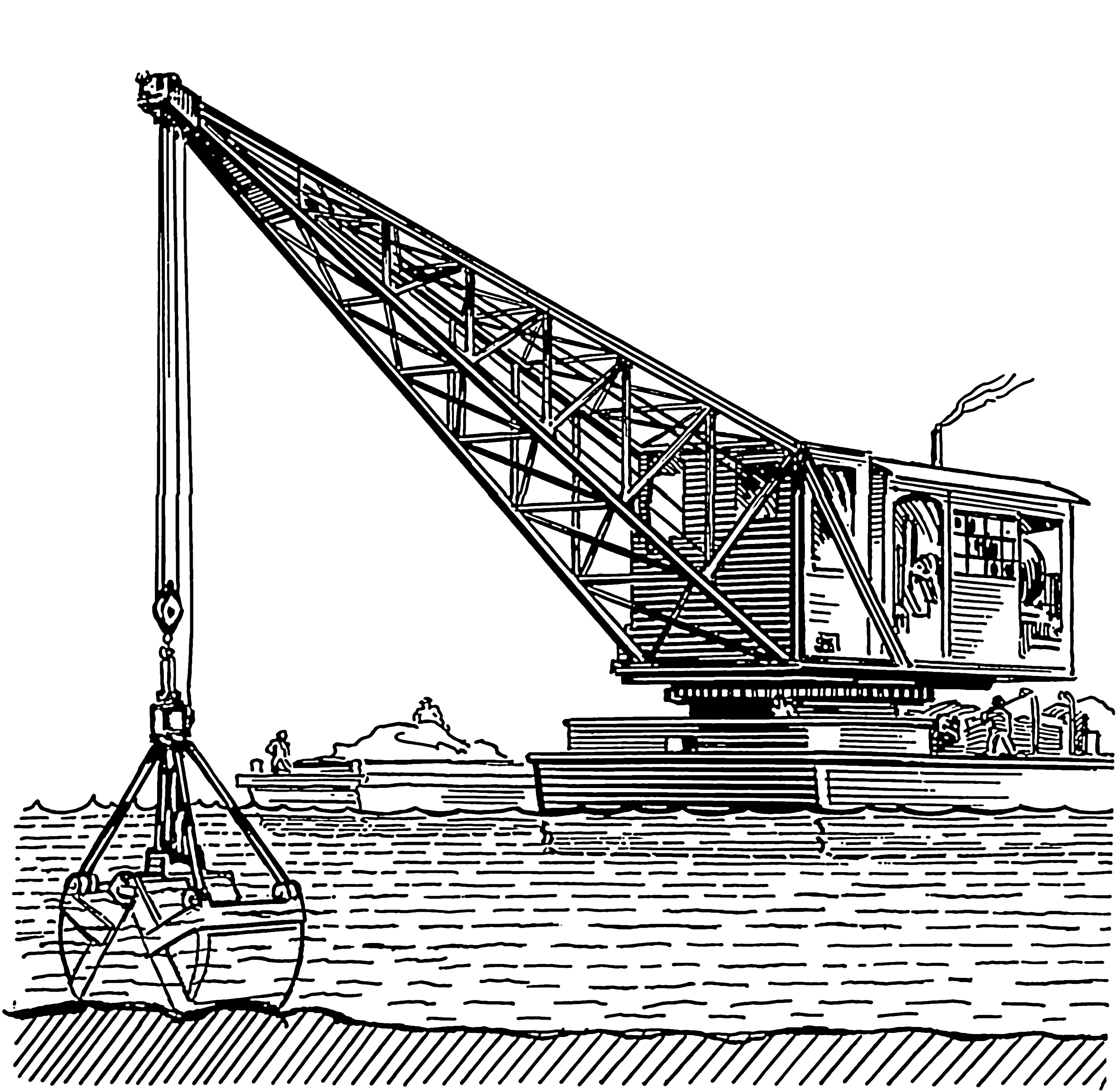
A grab dredge

是指利用挖泥船等各種開挖設備，於水體（包括臨時水體）環境挖出物料。這些開挖出來的物料可能是沙泥、淤泥、珊瑚礁等，甚或只是垃圾。疏浚的可能原因/目的包括：
- 改善現有水體特質；
- 重塑水土特質以改善排水性、通航能力或商業用途；
- 為填海或興建水壩等改造河川或海岸工程前的準備；
- 為有商業價值的礦物質沉積或海洋生物資源重建棲境。

一般來說：疏浚可分為基建性疏浚和維修性疏浚兩種。基建性疏浚是指為加深航道河水深度而實施的疏浚。維修性疏浚則指為維護航道現有的河水深度而實施的疏浚。